# Дем'янчиці
Дем'янчиці (біл. Дзямянчыцы) — село в Білорусі, у Кам'янецькому районі Берестейської області. Орган місцевого самоврядування — Видомлянська сільська рада.

## Географія
Розташоване за 25 км на південний захід від Кам'янця, у поріччі річки Лісної.

## Історія
У XIX столітті маєтком у селі володіла пана Бояровська. У 1920-1930-ті роки у школі Дем'янчиць викладалася українська мова.

## Населення
За переписом населення Білорусі 2009 року чисельність населення села становила 32 особи.